# Jaizkibel
Le mont Jaizkibel (en espagnol : Monte Jaizquíbel) est la montagne la plus occidentale des Pyrénées.
Il est situé dans la province basque-espagnole du Guipuscoa juste au sud de la frontière franco-espagnole et surplombe la mer Cantabrique (golfe de Gascogne). Son point culminant est modeste : 545 mètres.

## Étymologie
Le mot Jaizkibel (IPA: /xais'kibel/) signifie haitz gibel c'est-à-dire « derrière le rocher » en basque[réf. nécessaire].

## Géographie

### Topographie
Il s'étend sur la côte basque, le long de la mer Cantabrique entre le cap Higuer (Fontarrabie) à l'embouchure de la Bidassoa et le port industriel de Pasaia, et abrite une multitude de criques et de pointes telles que la punta Biosnar ou la punta Turulla.
Il projette dans l'océan le cap du Figuier, d'où part le GR 11 (sentier de grande randonnée) équivalent espagnol du GR 10.
Il domine les villes d'Irun, de Fontarrabie et d'Hendaye à l'est et celles de Saint-Sébastien, de Pasaia, d'Errenteria et de Lezo à l'ouest.

## Histoire
Le mont Jaizkibel est intéressant car il présente de multiples facettes de l'histoire locale ; en parcourant le chemin de randonnée passant par la ligne de crête, il est possible de découvrir plusieurs marques de ces époques.
Au début de ce sentier, il est possible de découvrir le sanctuaire de Notre-Dame de Guadalupe, construit au XVIe siècle. Détruit et reconstruit à maintes reprises, en raison d'attaques répétées qu'a connues la cité tout le long de son histoire, l'édifice actuel date du XIXe siècle. Non loin de là est construit El fuerte Nuestra señora de Guadalupe, façon Raymond Séré de Rivières (1815-1885)[réf. nécessaire]. Commencé en 1890, sa construction fut achevée dix ans plus tard. Pendant la guerre civile espagnole, il servit de prison d'État, puis comme caserne militaire jusqu'à la fin des années 1980.
En poursuivant le chemin figurent les vestiges d'une première tour (Erra-Muz) suivie d'une deuxième (Santa Barbara) en direction du sommet. Ces tours sont en fait au nombre de cinq sur le mont. À l'origine, il y en avait six, toutes bâties sur une base hexagonale, sauf celle située au plus près du sanctuaire qui est elle carrée. Elles étaient à l'origine constituées de deux étages et d'une terrasse. Elles datent du XIXe siècle, époque des guerres carlistes[réf. nécessaire].
Lors de l'ascension, il apparaît également des vestiges d'une autre époque. Datés de la Préhistoire, un dolmen et deux sépultures sont visibles. Peu de détails sont disponibles sur ces vestiges mais la région est riche de ces derniers avec la présence d'énormément de dolmens, cromlechs, etc.
Au sommet, il est possible de découvrir les ruines du château de San Enriqué dont il reste peu de vestiges. Rénové pendant les guerres carlistes, il était probablement entouré d'un fossé.
Ce lieu fait également partie du passage emprunté par les pèlerins de Saint-Jacques-de-Compostelle sur le Camino del Norte.

## Infrastructures
Il abrite l'ermitage de Guadalupe, dominant Fontarrabie et la baie de Chingoudy ainsi que le fort du même nom, et une antenne émettrice de télévision sur son sommet. Une route, le plus souvent en corniche, semblable à celle qui existe en France le long de la corniche basque, relie Fontarrabie à Pasaia et offre de spectaculaires vues sur la mer et la côte déchiquetée. Elle est utilisée chaque année, fin juillet-début août, par les coureurs cyclistes professionnels lors de la classique de Saint-Sébastien, avec un dénivelé moyen de 5,5 % et des passages à plus de 10 %.

## Cyclisme
Chaque été, ce mont est la difficulté principale de la classique de Saint-Sébastien. De même, il est grimpé sur le final lors de la 2e étape du Tour de France 2023, classé en 2e catégorie et franchi en tête par Tadej Pogačar.